# Joachim Scheel
Joachim Scheel, auch Joachim Scheele oder Joachim Scheelen, schwedisch Joakim Scheel (* 1531 auf Rügen; † 14. April 1606 in Åbo) war ein schwedischer Reichsadmiral deutscher Herkunft und damit der einzige Nichtschwede in diesem höchsten Marineamt.

## Familie

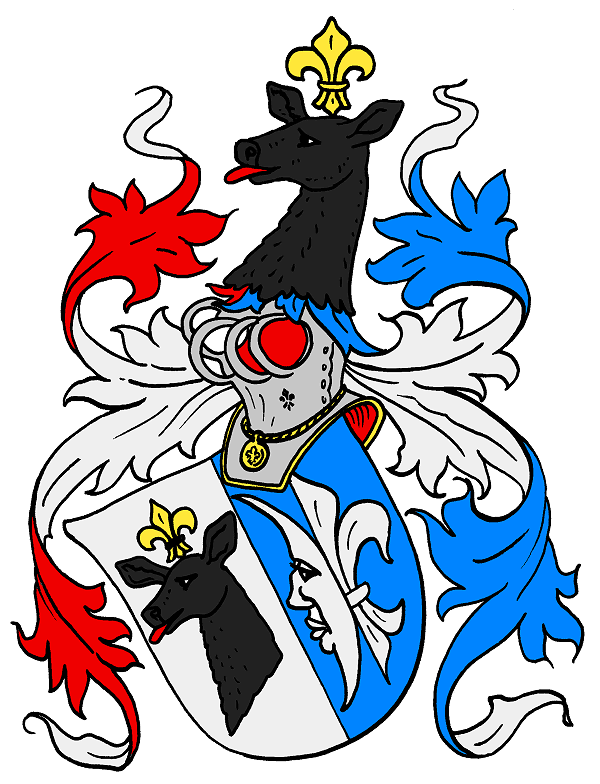
Wappen derer von Scheel(e)

Über die familiäre Abstammung Joachim Scheels gibt es abweichende Angaben; einige gehen von einer bürgerlichen, andere von adliger Herkunft aus. In Schweden wurde er später als „ein älterer Pommerscher Edelmann“ tituliert. Eine Ehefrau ist zu ihm ebenso wenig bekannt wie Kinder. Dennoch ist anzumerken, dass ein Balzer Scheele nach 1630 im Besitz eines Teils seiner finnischen Güter war. Dessen Nachkommenschaft nannte sich später Sahrakorpi, der finnischen Übersetzung von Scheele. Gesichert ist, dass Joachim Scheels jüngere Schwester Anna (* 1535; † nach 1596) Stammmutter der Familie von Gottberg wurde. Zu seinen Neffen, dem schwedischen Kommandanten von Pernau und nachmaligem schwedischen Admiral Jakob Gottberg († nach 1614), sowie zu dem schwedischen Obristen Paul Gottberg († 1629) bestand reger Kontakt. Der Präpositus zu Wiek, Johann Scheele (* 1525; † 1600), wird gemeinhin ebenfalls als sein Bruder ausgewiesen. Von dessen Söhnen, also den Neffen Joachim Scheeles, begründete der Kaufmann in Greifswald und Stralsund, Martin Scheele (* 1544; † 1620) die schwedisch-deutsche Linie Schéele, welche später geadelt wurde, der Chirurg bei den Truppen des Lagerkommandanten Graf Philipp von Hohenlohe Hendrick Scheele (* 1555) eine niederländische Linie, der Kirchenvorsteher in Schaprode, Johann Scheele begründete die Stralsunder Ratslinie Scheele und schließlich Joachim von Scheele (* 1561; † 1629), der zuletzt Statthalter des königlichen Schlosses Svartsjö war, stiftete eine weitere adlige Linie von Scheele.

## Werdegang
Joachim Scheel verdingte sich eine Zeitlang in der französischen Marine und brachte es in der Kaufmannschaft von Danzig bald zum Kapitän und zu Ansehen. Dann verließ er Polen und erwarb sich in Schweden die Gunst Johanns III. ebenso wie die Missgunst der aus den einflussreichsten Adelsfamilien des schwedischen Reiches stammenden höheren Marineoffiziere. Ab 1585 war er Hauptmann in der schwedischen Flotte. Als solcher führte er selben Jahres die Helsinge Lejonet mit Holz beladen nach Lissabon. 1586 kehrte er mit Erfolg zurück und stand dann bis 1595 im Rang eines schwedischen Kapitäns. Noch 1595 wurde ihm die Schiffswerft Westervik unterstellt.
Im Streit zwischen Johanns in Polen herrschendem Sohn Sigismund und Johanns in Schweden regierendem Bruder Karl IX. stellte er sich auf die Seite des letzteren. Karl IX. ernannte ihn am 12. Februar 1596 zum Inspektor über alle königlich schwedischen Schiffe, Schiffsgebäude und Schiffsleute, was Scheele zum Nachfolger des Sigismund-treuen Reichsadmirals Clas Eriksson Fleming († 1597) im Oberbefehl über die schwedische Flotte machte. Scheele unterband mit harter Hand sämtliche Versuche schwedischer Marineoffiziere, die Flotte an Sigismund auszuliefern.
Noch während seiner Teilnahme am Nordischen Krieg nahm er für Schweden Ronneburg in Livland ein. Im dortigen Kommando folgten ihm unmittelbar aufeinander seine oben bereits erwähnten Neffen Joachim und Paul Gottberg nach. Im August 1596 führte er fünf Schiffe von Nyköping nach Elfsnabben, 1597 dann die gesamte königlich schwedische Flotte von Stockholm nach Kalmar. 
Im Auftrag Karls IX. eroberte Scheele im August 1598 Kastelholm auf den Åland-Inseln zurück, die von treu zu Sigismund stehenden aufständischen finnischen Bauern besetzt worden waren, lag dann aber wegen ungünstiger Winde vor Åland fest und konnte somit die Landung Sigismunds in Kalmar nicht verhindern. Sigismund wurde jedoch schon im September bei Stångebro geschlagen und als König abgesetzt.
Scheele nahm daraufhin an der Rückeroberung Åbos in Finnland teil, machte sich dabei durch Rücksichtslosigkeit und Härte gegenüber dem königstreuen Adel einen Namen und wurde von Karl 1599 zum Reichsadmiral (Sveriges rikes amiral) sowie zum Obersten Statthalter von Finnland und Oberbefehlshaber allen Kriegsvolkes in Finnland ernannt, während jedoch Sigismund gleichzeitig den adeligen Johan Nilsson Gyllenstierna (* 1569; † 1617) zum Reichsadmiral ernannte. Gyllenstiernas mit dänischer Hilfe erfolgter Angriff auf Älvsborg (Göteborg) misslang jedoch und er floh nach Polen. Scheele übergab sein Marineamt als Oberst-Admiral bzw. Reichsadmiral am 11. Juni 1602 in Stockholm an Axel Nilsson Ryning.
Danach übte Scheele noch seine Stelle als Generalgouverneur in Finnland aus, wo er auch über umfangreichen Güterbesitz verfügte. Seit 28. Juli 1599 hatte er auch Kungsberga in Uppland besessen. Als Ort seines Todes wird neben Åbo auch Stockholm angegeben.